# Segretario della Difesa Nazionale del Messico
Il Segretario della Difesa Nazionale del Messico (in spagnolo: Secretario de la Defensa Nacional de México) è il capo del Segretariato della Difesa Nazionale. La sua funzione è quella di definire la politica militare del Paese e di essere il consigliere principale per gli affari militari del presidente del Messico. Ha competenza sull'esercito e l'aeronautica, non sulla marina, che spetta al Segretario della Marina.
La nomina del Segretario della Difesa Nazionale spetta al presidente.

## Elenco dei Segretari della Difesa Nazionale del Messico
| Segretario di Guerra e Marina     |                                      |                                      |      |           |                                                             |
| 1                                 | Pedro Hinojosa                       | Pedro Hinojosa                       | 1884 | 1896      | Porfirio Díaz                                               |
| 2                                 | Felipe Berriozábal                   | Felipe Berriozábal                   | 1896 | 1900      | Porfirio Díaz                                               |
| 3                                 | Bernardo Reyes                       | Bernardo Reyes                       | 1900 | 1902      | Porfirio Díaz                                               |
| 4                                 | Francisco Z. Mena                    | Francisco Z. Mena                    | 1903 | 1905      | Porfirio Díaz                                               |
| 5                                 | Manuel González de Cosío             | Manuel González de Cosío             | 1905 | 1911      | Porfirio Díaz                                               |
| 6                                 |                                      | Eugenio Rascón                       | 1911 | 1911      | Francisco León de la Barra                                  |
| 7                                 |                                      | José González Salas                  | 1911 | 1912      | Francisco León de la Barra Francisco Madero                 |
| 8                                 | Ángel García Peña                    | Ángel García Peña                    | 1912 | 1913      | Francisco Madero                                            |
| 9                                 | Manuel Mondragón                     | Manuel Mondragón                     | 1913 | 1913      | Victoriano Huerta                                           |
| 10                                | Aureliano Blanquet                   | Aureliano Blanquet                   | 1913 | 1914      | Victoriano Huerta                                           |
| 11                                | José Refugio Velasco                 | José Refugio Velasco                 | 1914 | 1914      | Victoriano Huerta Francisco S. Carvajal                     |
| 12                                | José Isabel Robles                   | José Isabel Robles                   | 1914 | 1915      | Eulalio Gutiérrez                                           |
| 13                                |                                      | Alfredo Serratos                     | 1915 | 1915      | Roque González Garza                                        |
| 14                                | Francisco V. Pacheco                 | Francisco V. Pacheco                 | 1915 | 1915      | Roque González Garza                                        |
| 15                                | Eduardo Hay                          | Eduardo Hay                          | 1914 | 1914      | Venustiano Carranza                                         |
| 16                                | Jacinto B. Treviño                   | Jacinto B. Treviño                   | 1914 | 1914      | Venustiano Carranza                                         |
| 17                                |                                      | Ignacio L. Pesqueira                 | 1914 | 1916      | Venustiano Carranza                                         |
| 18                                | Álvaro Obregón                       | Álvaro Obregón                       | 1916 | 1917      | Venustiano Carranza                                         |
| 19                                |                                      | Jesús Agustín Castro                 | 1917 | 1918      | Venustiano Carranza                                         |
| 20                                | Juan José Ríos                       | Juan José Ríos                       | 1918 | 1920      | Venustiano Carranza                                         |
| 21                                | Francisco L. Urquizo                 | Francisco L. Urquizo                 | 1920 | 1920      | Venustiano Carranza                                         |
| 22                                | Plutarco Elías Calles                | Plutarco Elías Calles                | 1920 | 1920      | Adolfo de la Huerta                                         |
| 23                                | Benjamín G. Hill                     | Benjamín G. Hill                     | 1920 | 1920      | Álvaro Obregón                                              |
| 24                                |                                      | Enrique Estrada                      | 1920 | 1922      | Álvaro Obregón                                              |
| 25                                | Francisco R. Serrano                 | Francisco R. Serrano                 | 1922 | 1924      | Álvaro Obregón                                              |
| 26                                | Joaquín Amaro                        | Joaquín Amaro                        | 1924 | 1931      | Plutarco Elías Calles Emilio Portes Gil Pascual Ortiz Rubio |
| (22)                              | Plutarco Elías Calles                | Plutarco Elías Calles                | 1931 | 1932      | Pascual Ortiz Rubio                                         |
| 27                                | Abelardo Luján Rodríguez             | Abelardo Luján Rodríguez             | 1932 | 1932      | Pascual Ortiz Rubio                                         |
| 28                                |                                      | Pablo Quiroga Escamilla              | 1932 | 1933      | Abelardo Luján Rodríguez                                    |
| 29                                | Lázaro Cárdanas del Río              | Lázaro Cárdenas del Río              | 1933 | 1933      | Abelardo Luján Rodríguez                                    |
| (28)                              |                                      | Pablo Quiroga Escamilla              | 1933 | 1935      | Abelardo Luján Rodríguez Lázaro Cárdenas del Río            |
| 30                                |                                      | Andrés Figueroa Figueroa             | 1935 | 1936      | Lázaro Cárdenas del Río                                     |
| Segretario della Difesa Nazionale |                                      |                                      |      |           |                                                             |
| 31                                | Manuel Ávila Camacho                 | Manuel Ávila Camacho                 | 1936 | 1939      | Lázaro Cárdenas del Río                                     |
| (19)                              |                                      | Jesús Agustín Castro                 | 1939 | 1940      | Lázaro Cárdenas del Río                                     |
| 32                                | Pablo Macías Valenzuela              | Pablo Macías Valenzuela              | 1940 | 1942      | Manuel Ávila Camacho                                        |
| (29)                              | Lázaro Cárdenas del Río              | Lázaro Cárdenas del Río              | 1942 | 1945      | Manuel Ávila Camacho                                        |
| (21)                              | Francisco L. Urquizo                 | Francisco L. Urquizo                 | 1945 | 1946      | Manuel Ávila Camacho                                        |
| 33                                |                                      | Gilberto R. Limón                    | 1946 | 1952      | Miguel Alemán Valdés                                        |
| 34                                | Matías Ramos                         | Matías Ramos                         | 1952 | 1958      | Adolfo Ruiz Cortines                                        |
| 35                                |                                      | Agustín Olachea                      | 1958 | 1964      | Adolfo López Mateos                                         |
| 36                                | Marcelino García Barragán            | Marcelino García Barragán            | 1964 | 1970      | Gustavo Díaz Ordaz                                          |
| 37                                | Hermenegildo Cuenca Díaz             | Hermenegildo Cuenca Díaz             | 1970 | 1976      | Luis Echeverría                                             |
| 38                                | Félix Galván López                   | Félix Galván López                   | 1976 | 1982      | José López Portillo                                         |
| 39                                | Juan Arévalo Gardoqui                | Juan Arévalo Gardoqui                | 1982 | 1988      | Miguel de la Madrid                                         |
| 40                                | Antonio Riviello Bazán               | Antonio Riviello Bazán               | 1988 | 1994      | Carlos Salinas                                              |
| 41                                | Enrique Cervantes Aguirre            | Enrique Cervantes Aguirre            | 1994 | 2000      | Ernesto Zedillo                                             |
| 42                                | Gerardo Clemente Ricardo Vega García | Gerardo Clemente Ricardo Vega García | 2000 | 2006      | Vicente Fox                                                 |
| 43                                | Guillermo Galván Galván              | Guillermo Galván Galván              | 2006 | 2012      | Felipe Calderón                                             |
| 44                                | Salvador Cienfuegos Zepeda           | Salvador Cienfuegos Zepeda           | 2012 | 2018      | Enrique Peña Nieto                                          |
| 45                                | Luis Cresencio Sandoval              | Luis Cresencio Sandoval              | 2018 | 2024      | Andrés Manuel López Obrador                                 |
| 46                                | Ricardo Trevilla Trejo               | Ricardo Trevilla Trejo               | 2024 | In carica | Claudia Sheinbaum                                           |